# Medma
Koordinaten: 38° 29′ N, 15° 59′ O
Medma (altgriechisch Μέδμα; auch Mesma) war eine antike griechische Stadt an der Westküste Süditaliens in der Magna Graecia im heutigen Kalabrien.
Die Stadt wurde zu Beginn des 6. Jahrhunderts v. Chr. als Kolonie von Lokroi gegründet. Um 500 v. Chr. kämpfte sie zusammen mit ihrer Mutterstadt und dem ebenfalls von Lokroi gegründeten Hipponion erfolgreich gegen Kroton, 422 v. Chr. gegen Lokroi. Vom Tyrannen Dionysios I. von Syrakus wurde 396 v. Chr. ein Teil der Einwohner nach Messana zwangsweise umgesiedelt.
An archäologischen Funden wurden seit dem späten 19. Jahrhundert in den Feldern der Flur Pian delle Vigne etwa 200 Meter östlich der Stadt Rosarno vor allem Terrakotten als Architekturteile und Weihgaben ausgegraben. Eine Vielzahl der Objekte befindet sich in den Sammlungen des Museo Archeologico Nazionale di Reggio Calabria. 
Aus Medma stammte vermutlich der Philosoph Philippos von Opus.